# Andrzej Nowak (psycholog)
Andrzej Krzysztof Nowak (ur. 12 czerwca 1953 w Warszawie) – polski psycholog i jeden z twórców tzw. dynamicznej psychologii społecznej, a w szczególności, wraz z Bibem Latane tzw. dynamicznej teorii wpływu społecznego. Pionier i ekspert w dziedzinie stosowania symulacji komputerowych w naukach społecznych.

## Życiorys
Jest profesorem Uniwersytetu Warszawskiego, Szkoły Wyższej Psychologii Społecznej (SWPS) i Florida Atlantic University. Jest także jednym z założycieli Instytutu Studiów Społecznych Uniwersytetu Warszawskiego, gdzie kieruje Ośrodkiem Badania Układów Złożonych oraz jest twórcą i dyrektorem Instytutu Społecznej Psychologii Informatyki i Komunikacji (SPIK SWPS).
Studiował psychologię w Instytucie Psychologii Uniwersytetu Warszawskiego, gdzie obronił pracę magisterską w (1978). Pracę doktorską obronił w (1987) już na Wydziale Psychologii UW. Habilitował się w (1996), a profesurę otrzymał w 2003. Zajmuje się głównie układami złożonymi w psychologii i innych naukach społecznych. Jest autorem kilku książek i autorem oraz współautorem kilkudziesięciu artykułów naukowych w tym w tak prestiżowych pismach naukowych jak Psychological Review i Physica A.

## Wybrana bibliografia
- Lewenstein, M., & Nowak, A. (1989). Recognition with self-control in neural networks. Physical Review A, 40, 763-776
- Nowak, A., Szamrej, J., & Latane, B. (1990). From private attitude to public opinion: A dynamic theory of social impact. Psychological Review, 97, 362-376.
- Nowak, A. (1991). Wyobrażeniowe mechanizmy przetwarzania informacji: Myślenie przestrzenne (Imagery mechanisms of information processing: Thinking in spatial terms). Wrocław: Ossolineum.
- Vallacher R. R. & Nowak, A. (Eds.) (1994). Dynamical systems in social psychology.San Diego: Academic Press.
- Nowak, A. & Vallacher, R. R. (1998). Dynamical social psychology. New York: Guilford Press.
- Nowak, A., Vallacher, R. R., Tesser, A., & Borkowski, W. (2000). Society of self: The emergence of collective properties in self-structure. Psychological Review, 17, 39-61.
- Liebrand, W., Nowak, A., & Hegselman, R. (Eds.) (1998). Computer modeling of social processes. New York: Sage.
- Culicover, P. & Nowak, A. (2003). Dynamical Grammar: Minimalism, Acquisition, and Change (Foundations of Syntax). Oxford: Oxford University Press.
- Batorski, D., Marody, M., Nowak, A. (2006). Społeczna przestrzeń internetu.Warszawa: Academika i Scholar.
- Nowak, A., Borkowski, W., & Winkowska-Nowak, K. (2009). Układy złożone w naukach społecznych, wybrane zagadnienia (Complex Systems in the Social Sciences, selected topics), Warsaw: Scholar.